# Тудхалія Молодший
Тудхалія Молодший (д/н— бл. 1344 до н. е.) — великий цар (руба'ум рабі'ум) Новохеттського царства близько 1345—1344 до н. е. Низка дослідників розглядає його як Тудхалію III, рахуючи з початку існування Новохеттського царства. Інші — як Тудхалія IV (з початку існування держави хеттів).

## Життєпис
Син царя Тудхалії III і Дадухепи (Тадухепи). В правління батька не відзначився військовими або політичними досягненням. Втім, за підтримки знаті, після смерті батька близько 1345 року до н. е. став новим володарем хеттів.
Межі Хеттської держави негайно атакували війська Арцави, Ацці-Хаяси і племена каска. Тудхалія не зміг організувати дієву оборону, внаслідок чого столиця Хаттуса знову опинилася в небезпеці. Водночас почалася війна з мітанні, в якій хетти зазнали поразки. В свою чергу, брат царя — Суппілуліума — зумів відбити напади ворогів, а потім повалив самого Тудхалію Молодшого, ставши володарем Новохеттського царства.